# 富士製鐵股份
富士製鐵股份有限公司，簡稱富士製鐵股份、富士製鐵或富士鐵（英語：Fuji Iron & Steel Co., Ltd.）（東證1部：5402），是在1950年4月1日成立。
其股份自1950年10月2日至1970年3月25日，於東京證券交易所上市。主要經營鋼鐵產品。當時董事長及總裁永野重雄，總部當時位於日本東京都千代田区丸之内3丁目富士製鐵大樓。直至1970年被八幡製鐵合併，由新日本製鐵取代。

## 外部連結
- 新日本製鐵股份有限公司